# 茅栗叉丝壳
茅栗叉丝壳（学名：Microsphaera sequinii）是属于白粉菌目白粉菌科叉丝壳属的一种真菌，寄生在茅栗上。该种分布于中国。